# Gartafjorden
Gartafjorden er en fjord i Arendal kommune i Agder fylke i Norge. Den ligger nordøst for Tromøysundet øst for selve Arendal mellem fastlandet og Buøya.
Fjorden har en længde på omtrent to kilometer, og den sydlige del ved Eydehavn bliver kaldt Heggedalsbukta og har udløb gennem Bleksund til Tromøysundet. Den del af fjorden som ligger nord for Heggedalsbukta bliver også kaldt Breiviksfjorden.